# Osthimosia milleporoides
Osthimosia milleporoides är en mossdjursart som först beskrevs av Calvet 1909.  Osthimosia milleporoides ingår i släktet Osthimosia och familjen Celleporidae. Inga underarter finns listade i Catalogue of Life.